# Меджудиспири
Меджудиспири (груз. მეჯუდისპირი) — село в Грузии, на территории Горийского муниципалитета края (мхаре) Шида-Картли.

## География
Село находится в центральной части Грузии, на правом берегу реки Меджуды, на расстоянии приблизительно 15 километров (по прямой) к северо-востоку от города Гори, административного центра муниципалитета. Абсолютная высота — 795 метров над уровнем моря.

## Население
По результатам официальной переписи населения 2014 года в Меджудиспири проживало 600 человек (294 мужчины и 306 женщин). В национальной структуре населения грузины составляли 100 %.
| Год  | Население, человек |
| ---- | ------------------ |
| 2002 | 486                |
| 2014 | ↗ 600              |